# Уржум (Санчурский район)
Уржум — деревня в Санчурском муниципальном округе Кировской области.

## География
Расположена на расстоянии примерно 25 км по прямой на северо-запад от райцентра посёлка Санчурск.

## История
Известна с 1873 года как починок Уржумской, где было дворов 12 и жителей 99, в 1905 (Уржумский) — 37 и 247, в 1926 (деревня Уржум) — 49 и 266, в 1989 — 30 жителей. С 2006 по 2019 год входила в состав Корляковского сельского поселения.

## Население
Постоянное население составляло 14 человек (русские 100 %) в 2002 году, 1 в 2010.